# Dauwpunt

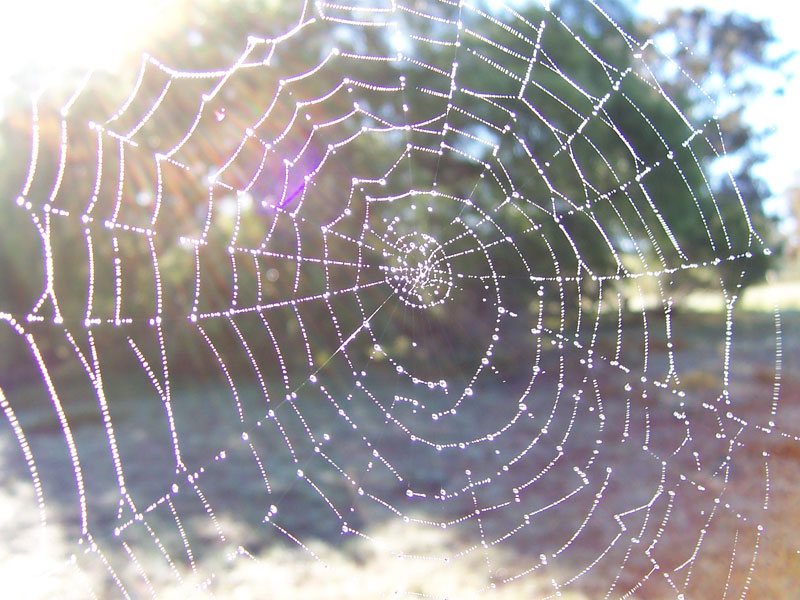
Spinnenweb met dauw

Het dauwpunt is de temperatuur waarbij de lucht met waterdamp verzadigd is, zodat er wolkenvorming of dauwvorming optreedt zodra de temperatuur bij gelijkblijvende dampdruk daalt.
Koude lucht kan minder waterdamp bevatten dan warme lucht en raakt bij voldoende isobare afkoeling verzadigd met waterdamp, de relatieve luchtvochtigheid wordt 100% en de waterdamp kan gaan condenseren. In de buitenlucht kan dit gebeuren in de vorm van dauw. Als het dauwpunt onder het vriespunt ligt is dit in de vorm van rijp en wordt gesproken van de rijptemperatuur. Hoe hoger de luchtvochtigheid, hoe dichter het dauwpunt ligt bij de temperatuur van de lucht. Bij een hogere luchtvochtigheid is de lucht al bijna verzadigd en hoeft deze nog maar weinig te worden afgekoeld om te condenseren. Bij een relatieve luchtvochtigheid van 100% is het dauwpunt dan ook gelijk aan de luchttemperatuur. Het dauwpunt kan worden bepaald aan de hand van het verschil tussen de natteboltemperatuur en de drogeboltemperatuur.

## Weer
In de meteorologie is het dauwpunt een belangrijke parameter van het weer. Zo wordt het dauwpunt gebruikt voor de berekening van de wolkenbasis, de kans op mist en mogelijke ijsvorming op vliegtuigen tijdens de vlucht. Een hoog dauwpunt zorgt ook voor een grotere kans op onweersbuien. Warme lucht stijgt en komt in een koudere omgeving terecht. Bij een hoog dauwpunt condenseert het water in de luchtmassa al snel en ontstaan wolken. Hierbij komt condensatiewarmte vrij waardoor de lucht, waarin de waterdamp zich bevindt, minder snel afkoelt dan de omgeving (latente warmte). Hierdoor stijgt de lucht nog verder. Bij een hoog dauwpunt in combinatie met een instabiele atmosfeer is er aan de onderkant van de wolk lang aanvoer van vochtige lucht mogelijk, waardoor de typische aambeeldvormige onweerswolk cumulonimbus kan ontstaan.
Daarnaast is het dauwpunt een belangrijke factor voor de beleving van het weer. Bij een hogere temperatuur produceert het menselijk lichaam zweet. Voor de verdamping hiervan is warmte nodig, welke onttrokken wordt aan het lichaam, dat zo afkoelt. Bij een dauwpunt hoger dan 15 °C is de luchtvochtigheid al zo hoog dat verdamping niet zo gemakkelijk meer gaat. Het lichaam koelt dan moeilijker af, waardoor het weer als warm en vooral ook als benauwd wordt ervaren. De beleving hiervan is afhankelijk van gewenning; inwoners van gematigde streken ervaren een dauwpunt van 15 °C al als onprettig, terwijl inwoners van de tropen een dauwpunt van meer dan 20 °C vaak nog niet hinderlijk vinden. Een erg laag dauwpunt wordt eveneens als hinderlijk ervaren. Het weer is dan extreem droog, waardoor de huid snel uitdroogt.
Het hoogste dauwpunt op aarde gemeten was op 8 juli 2003 in de stad Dharaan in het oosten van Saoedi-Arabië en bedroeg 35 °C. De luchttemperatuur bedroeg op dat moment 41 °C.

## Berekening

Dauwpunt uitgezet tegen de temperatuur bij verschillende relatieve luchtvochtigheid

Onderstaande formule berekent het dauwpunt met een nauwkeurigheid van ±0,4 °C, uitgaande van de parameters gegeven in de eerste externe link. Deze formule is geldig voor:
0 °C < T < 100 °C
1% < RLv < 100%
0 °C < Td < 50 °C
waarbij:
T = temperatuur in graden Celsius
RLv = relatieve luchtvochtigheid (%)
Td = te berekenen dauwpuntstemperatuur
De formule is:
{\displaystyle T_{d}={\frac {b\cdot \gamma (T,RLv)}{a-\gamma (T,RLv)}}}
waarbij
{\displaystyle \gamma (T,RLv)={\frac {a\cdot T}{b+T}}+\ln(RLv\div 100)}
en
a = 17,27
b = 237,7 °C
{\displaystyle \ln } is de natuurlijke logaritme.

## Relatie met het gevoel van comfort
Als de luchttemperatuur hoog is, probeert ons lichaam zich te koelen door verdampen; zweten. Hoe hoger het dauwpunt, hoe lastiger dit gaat; hierdoor voelen we ons minder comfortabel. De relatie tussen het dauwpunt en onze comfortbeleving is onderzocht door Steve Horstmeyer. De resultaten van zijn onderzoek zijn opgenomen in onderstaande tabel.
| Dauwpunt        | Menselijke beleving                                                                     | Relatieve luchtvochtigheid bij 32 °C |
| --------------- | --------------------------------------------------------------------------------------- | ------------------------------------ |
| Hoger dan 26 °C | Ernstig hoog, zelfs dodelijk voor mensen met astma gerelateerde ziekten                 | 71% en hoger                         |
| 24–26 °C        | Zeer ongemakkelijk, tamelijk benauwend                                                  | 63–70%                               |
| 21–24 °C        | Erg vochtig, heel ongemakkelijk                                                         | 53–62%                               |
| 18–21 °C        | Enigszins ongemakkelijk, voor de meeste mensen is de luchtvochtigheid aan de hoge kant  | 44–52%                               |
| 16–18 °C        | OK voor de meeste mensen, maar men merkt al dat de luchtvochtigheid aan de hoge kant is | 39–43%                               |
| 13–16 °C        | Comfortabel                                                                             | 31–38%                               |
| 10–12 °C        | Zeer comfortabel                                                                        | 26–30%                               |
| Lager dan 10 °C | Een beetje droog voor sommige mensen                                                    | Lager dan 26%                        |